# Низовое (Ленинский район)
Низово́е (до 1945 года Обекчи́-Карса́; укр. Низове, крымскотат. Öbekçi Qarsa, Обекчи Къарса) — исчезнувшее село в Ленинском районе Республики Крым, располагавшееся на юго-западе района и Керченского полуострова, примерно в 6 км к западу-юго-западу от современного села Яркое.

## История
Первое документальное упоминание села встречается в Камеральном Описании Крыма… 1784 года, судя по которому, в последний период Крымского ханства Бичак-Кирмас входил в Орта Керченский кадылык Кефинского каймаканства. После присоединения Крыма к России (8) 19 апреля 1783 года, (8) 19 февраля 1784 года, именным указом Екатерины II сенату, на территории бывшего Крымского Ханства была образована Таврическая область и деревня была приписана к Левкопольскому, а после ликвидации в 1787 году Левкопольского — к Феодосийскому уезду Таврической области. После Павловских реформ, с 1796 по 1802 год, входила в Акмечетский уезд Новороссийской губернии. По новому административному делению, после создания 8 (20) октября 1802 года Таврической губернии, Обекчи-Карса был включён в состав Парпачской волости Феодосийского уезда.
По Ведомости о числе селений, названиях оных, в них дворов… состоящих в Феодосийском уезде от 14 октября 1805 года, в деревне Обекчи-Корса числилось 16 дворов и 69 жителей. На военно-топографической карте генерал-майора Мухина 1817 года деревня Дереклы кирса обозначена с 6 дворами. На военно-топографической карте генерал-майора Мухина 1817 года деревня Обекчикарса обозначена с 16 дворами. После реформы волостного деления 1829 года Абакчи Карса, согласно «Ведомости о казённых волостях Таврической губернии 1829 года», отнесли к Агерманской волости (переименованной из Парпачской). На карте 1836 года в деревне 14 дворов. Затем, видимо, вследствие эмиграции крымских татар в Турцию, деревня опустела и на карте 1842 года Убекчи Карса обозначен условным знаком «малая деревня», то есть, менее 5 дворов.
В 1860-х годах, после земской реформы Александра II, деревню приписали к Арма-Элинской волости. Согласно «Списку населённых мест Таврической губернии по сведениям 1864 года», составленному по результатам VIII ревизии 1864 года, Обекчи-Карса — владельческая татарская деревня с 8 дворами, 52 жителями и мечетью при колодцах. По обследованиям профессора А. Н. Козловского начала 1860-х годов, в селении «все без исключения колодцы с весьма солёною водою, годною лишь для животных. Людьми же в пищу не употребляется». На трёхверстовой карте Шуберта 1865—1876 года в деревне Убекчи-Карса обозначено 8 дворов. По «Памятной книге Таврической губернии 1889 года», по результатам Х ревизии 1887 года, в деревне Обекчи-Карсан, уже Владиславской волости, числилось 13 дворов и 79 жителей.
После земской реформы 1890-х годов деревню передали в состав Петровской волости.
По «…Памятной книжке Таврической губернии на 1892 год» в безземельной деревне Обекчи-Корса, не входившей ни в одно сельское общество, числилось 20 жителей, домохозяйств не имеющий. На верстовой карте Крыма 1896 года в селении обозначено 16 дворов с татарским населением. По «…Памятной книжке Таврической губернии на 1902 год» в деревне Обекчи Корса, уже входившей в Джапар-Бердынское сельское общество, числилось 108 жителей в 24 домохозяйствах. По Статистическому справочнику Таврической губернии. Ч.II-я. Статистический очерк, выпуск пятый Феодосийский уезд, 1915 год, в деревне Обекчи-Корса Петровской волости Феодосийского уезда числилось 29 дворов (8 дворов с землёй, 21 — безземельные) с татарским населением в количестве 82 человек приписных жителей и 81 «посторонних», из которых 92 мужчины и 71 женщина. Жители владели 1176 десятинами удобной земли. В хозяйствах имелось 145 лошадей, 85 волов, 51 корова и 429 голов овец, свиней, или коз}.
После установления в Крыму Советской власти, по постановлению Крымревкома, 25 декабря 1920 года был образован Керченский (степной) уезд, а, постановлением ревкома № 206 «Об изменении административных границ» от 8 января 1921 года была упразднена волостная система и село вошло в состав Петровского района Керченского уезда, а в 1922 году уезды получили название округов. 11 октября 1923 года, согласно постановлению ВЦИК, в административное деление Крымской АССР были внесены изменения, в результате которых округа были отменены, Петровский район упразднили, влив в Керченский район. Согласно Списку населённых пунктов Крымской АССР по Всесоюзной переписи 17 декабря 1926 года, в селе Обекчи-Корса, центре Обекчи-Корсанского сельсовета Керченского района, числилось 49 дворов, все крестьянские, население составляло 216 человек, из них 214 татар и 2 украинца, действовала татарская школа I ступени (пятилетка). Постановлением ВЦИК «О реорганизации сети районов Крымской АССР» от 30 октября 1930 года (по другим сведениям 15 сентября 1931 года) Керченский район упразднили и село включили в состав Ленинского.
В 1944 году, после освобождения Крыма от фашистов, согласно постановлению ГКО № 5859 от 11 мая 1944 года, 18 мая крымские татары были депортированы в Среднюю Азию. С 25 июня 1946 года селение в составе Крымской области РСФСР. Указом Президиума Верховного Совета РСФСР от 21 августа 1945 года Обекчи-Карсан был переименован в Низовое и Обекчи-Карсанский сельсовет — в Низовской. 26 апреля 1954 года Крымская область была передана из состава РСФСР в состав УССР. Исключено из учётных данных в 1952 году, судя по доступным источникам, в связи с организацией Керченского полигона.

### Динамика численности населения
| - 1805 год — 69 чел. - 1864 год — 52 чел. - 1889 год — 79 чел. - 1892 год — 20 чел. | - 1902 год — 108 чел. - 1915 год — 82/81 чел. - 1926 год — 216 чел. |